# Domènec Ceret i Vilà
Domènec Ceret i Vilà (o Domènec Seret o Saret) (Sabadell, 27 de febrer de 1865 − Barcelona, 27 de novembre de 1922), conegut com a Domingo Ceret, fou un actor i director de cinema sabadellenc.

## Biografia
Fill d'una família modesta, s'inicià com a dependent de comerç i viatjant, feina que deixà el 1903 pel teatre. Debutà a l'Ateneu de Sabadell amb el nom artístic de Domingo Ceret. Es dedicà sobretot als gèneres líric i còmic. En 1907-08 treballà al Tívoli en peces populistes sense gaire interès artístic. La seva primera incursió coneguda en el cinema fou el 1912 al migmetratge Mala raza (Fructuós Gelabert). El 1914 interpretà dos films per a la firma Solà-Penya; després treballà en Linito quiere ser torero, per a la Barcinógrafo d'Adrià Gual; i per a l'Argos i la Segre Films (entre el desembre de 1914 i l'agost de 1915), on col·laborà amb Josep de Togores, que l'influí en el seu gust pel drama italià.
El 1915 fou contractat per a la Studio Films com a director tècnico-artístic i protagonista de curts còmics, l'èxit dels quals el menà al càrrec de director d'escena fins al final del 1917. També escriví en la publicació Studio-Films, SA (1916). A més, interpretà el paper de l'oncle Isidre, batlle de Villajiloca, el personatge de la sèrie de 17 curts Cuentos baturros (1915-16), que assolí força èxit entre els ambients populars de l'Estat espanyol i Iberoamèrica, i que serví de projecció a la productora. Al final del 1915 dirigí una nova saga còmica de deu episodis, Serie excèntrica Cardo (1915-16), en què Cardo és un personatge similar a Charlot. També parodià el gènere policíac en la nova sèrie Galínez y Gedeón, detectives, de la qual només se'n rodà el primer títol, i en El principe fingido (1916), realitzat amb Joan Solà-Mestres i Alfred Fontanals. Els bons resultats estimularen la firma, de manera que decidí augmentar el metratge, i el 1916 rodà el migmetratge còmic A la pesca de los 45 millones, amb els mateixos realitzadors. També cultivà el gènere dramàtic amb l'actriu Lolita Paris, primera estrella de la Studio, amb qui encetà la sèrie París-Hidalgo, rodada el 1916 en quatre episodis. Però els seus títols més reeixits foren els que rodà els últims mesos d'aquest any: La loca del monasterio; Los saltimbanquis; Regeneración i la superproducció Humanidad, històries dramàtiques i moralitzants, realitzades en escenaris naturals on aplicà la tècnica narrativa pròpiament cinematogràfica. També abordà el cinema d'aventures en La herencia del diablo (1917), en vuit parts i amb Solà-Morales, que tingué problemes a l'hora d'estrenar-se i que representà la primera crisi de la Studio. Fou també l'última realització de Ceret per a la firma i la fi de la seva carrera com a director.

## Fons personal
El seu fons es conserva a la Filmoteca de Catalunya. El fons va ser donat a Miquel Porter (COCICA) per la seva filla Sabina Ceret i el seu marit Domènec Monton. I quan el fons COCICA va ser adquirit per la Generalitat de Catalunya va passar a formar part de la Filmoteca. Recull documentació relativa a la seva vida professional, tot i que també inclou alguna documentació personal com poden ser actes de defunció i alguna foto familiar. El fons inclou documentació laboral tant del món del cinema com del món del teatre, ja que Domènec Ceret va conviure sempre amb les dues professions, tot i que és més abundant i important la part relativa al cinema. També té informació de la majoria de films en què va participar, tant en la seva faceta d'actor com en la de director. Per acabar, cal destacar la documentació relativa a les productores STUDIO FILMS i SEGRE FILMS. El fons Ceret és una important font d'informació per a l'estudi del primitiu cinema català, pel que fa a les empreses cinematogràfiques del moment, com per la documentació relativa als films en què ell va prendre part.